# ألينسثون
ألينسثون (بالفرنسية: Alincthun)‏ هي بلدية تقع في إقليم باد كاليه من منطقة نور با دو كاليه في شمال فرنسا. تبلغ مساحة هذه المدينة 9.88 (كم²)، وترتفع عن سطح البحر 98 م، يبلغ عدد سكانها 344 نسمة حسب إحصاء المعهد الوطني للإحصاء والدراسات الاقتصادية سنة 2009 م. وترأس Jean Picque البلدية خلال فترة (2008-2014).